# 费米-沃克移动
费米－沃克移动（Fermi-Walker transport）是广义相对论中的一种移动。当某一曲线上的矢量场的弗米－沃克导数为零时，称该矢量场沿该曲线作费米－沃克移动。在惯性参考系中，弗米－沃克导数与协变导数一致。
假设在曲线{\displaystyle \gamma (s)}上有一矢量场X，则费米－沃克导数的定义为：
{\displaystyle {\frac {D_{F}X}{ds}}={\frac {DX}{ds}}-(X,{\frac {DV}{ds}})V+(X,V){\frac {DV}{ds}},}
其中V为四维速度，D为黎曼空间中的协变导数，(,)为内积。当
{\displaystyle {\frac {D_{F}X}{ds}}=0,}
称矢量场X沿曲线作费米－沃克移动。沿世界线作费米－沃克移动的空间矢量场是没有空间转动的。